# Melitaea elongatoconfluems
Melitaea elongatoconfluems är en fjärilsart som beskrevs av Leo Andrejewitsch Sheljuzhko 1935. Melitaea elongatoconfluems ingår i släktet Melitaea och familjen praktfjärilar. Inga underarter finns listade i Catalogue of Life.